# Maciej Dembiński
Maciej Dembiński, właśc. Maciej Dębiński (ur. 18 lutego 1804 w Sarnowej koło Rawicza, zm. 3 marca 1878 w Poznaniu) – polski organista, dyrygent, kompozytor i pedagog.
Był synem sukiennika Wojciecha i Salomei z Łopaczyńskich. Kształcił się w szkole pijarów w Rydzynie, następnie w seminarium nauczycielskim w Poznaniu. W Poznaniu zmienił swoje oryginalne nazwisko "Dębiński" na "Dembiński". Był nauczycielem w szkole parafialnej św. Marcina w Poznaniu i na pensjach dziewczęcych. W 1834 rozpoczął wieloletnią współpracę z katedrą poznańską; początkowo był organistą (do 1854), następnie dyrygentem kapeli i chór archikatedralnego. Na stanowisku organisty zastąpił go syn Bolesław. Powrócił do funkcji organisty w 1866 i pełnił ją do końca życia. Był także m.in. zastępcą dyrektora wydziału muzycznego Towarzystwa Kulturalnego "Harmonia". W listopadzie 1871 razem z synami Bolesławem i Maciejem otworzył w Poznaniu 4-wydziałową szkołę muzyczną.
Był jednym z twórców Towarzystwa Przyjaciół Muzyki (1865), które upowszechniało polski śpiew ludowy i kościelny. Komponował głównie muzykę kościelną, m.in. Cantionale completissimum nec non processionale ecclesiasticum (1850).
Z małżeństwa z Nepomuceną z Pawłowskich miał ośmioro dzieci, z których troje zajmowało się muzyką. Bolesław był kompozytorem, dyrygentem i organistą; Maciej (ur. prawdopodobnie 1835) objął po ojcu funkcję organisty katedry poznańskiej; Katarzyna wykonywała partię tytułową w poznańskiej adaptacji Halki w 1862.